# Mikołaj z Longobardi
Mikołaj z Longobardi właśc. Nicola Saggio (ur. 6 stycznia 1650 w Longobardi, zm. 3 lutego 1709 w Rzymie) – włoski duchowny, święty Kościoła katolickiego.
4 kwietnia 2014 papież Franciszek podpisał dekret o uznanie cudu za wstawiennictwem błogosławionego. Podczas konsystorza 12 czerwca 2014 papież ogłosił, że bł. Mikołaj z Longobardi wraz z 5 innymi błogosławionymi zostanie kanonizowany 23 listopada 2014. Tego dnia na placu świętego Piotra papież Franciszek kanonizował jego i 5 innych błogosławionych.